# Henryk Gulbinowicz
Henryk Roman Gulbinowicz, född 17 oktober 1923 i Vilnius, död 16 november 2020 i Wrocław, var en polsk kardinal och ärkebiskop. Han var ärkebiskop av Wrocław från 1976 till 2004 och kardinal från 1985.

## Biografi
Henryk Gulbinowicz var son till Antoni Gulbinowicz (1899–1988) och Waleria z Gajewskich (1899–1964). Han studerade vid Lublins katolska universitet, där han blev doktor i moralteologi. Gulbinowicz prästvigdes av ärkebiskopen av Vilnius, Romuald Jałbrzykowski, i Jungfru Marie himmelsfärds katedral i Białystok den 18 juni 1950.
I januari 1970 utnämndes Gulbinowicz till titulärbiskop av Acci och vigdes den 8 februari samma år av kardinal Stefan Wyszynski. År 1976 blev han ärkebiskop av Wrocław.
Den 25 maj 1985 upphöjde påve Johannes Paulus II Gulbinowicz till kardinalpräst med Immacolata Concezione di Maria a Grottarossa som titelkyrka.
Kardinal Gulbinowicz avled i Wrocław den 16 november 2020, 97 år gammal.

## Bilder

Kardinal Gulbinowicz titelkyrka
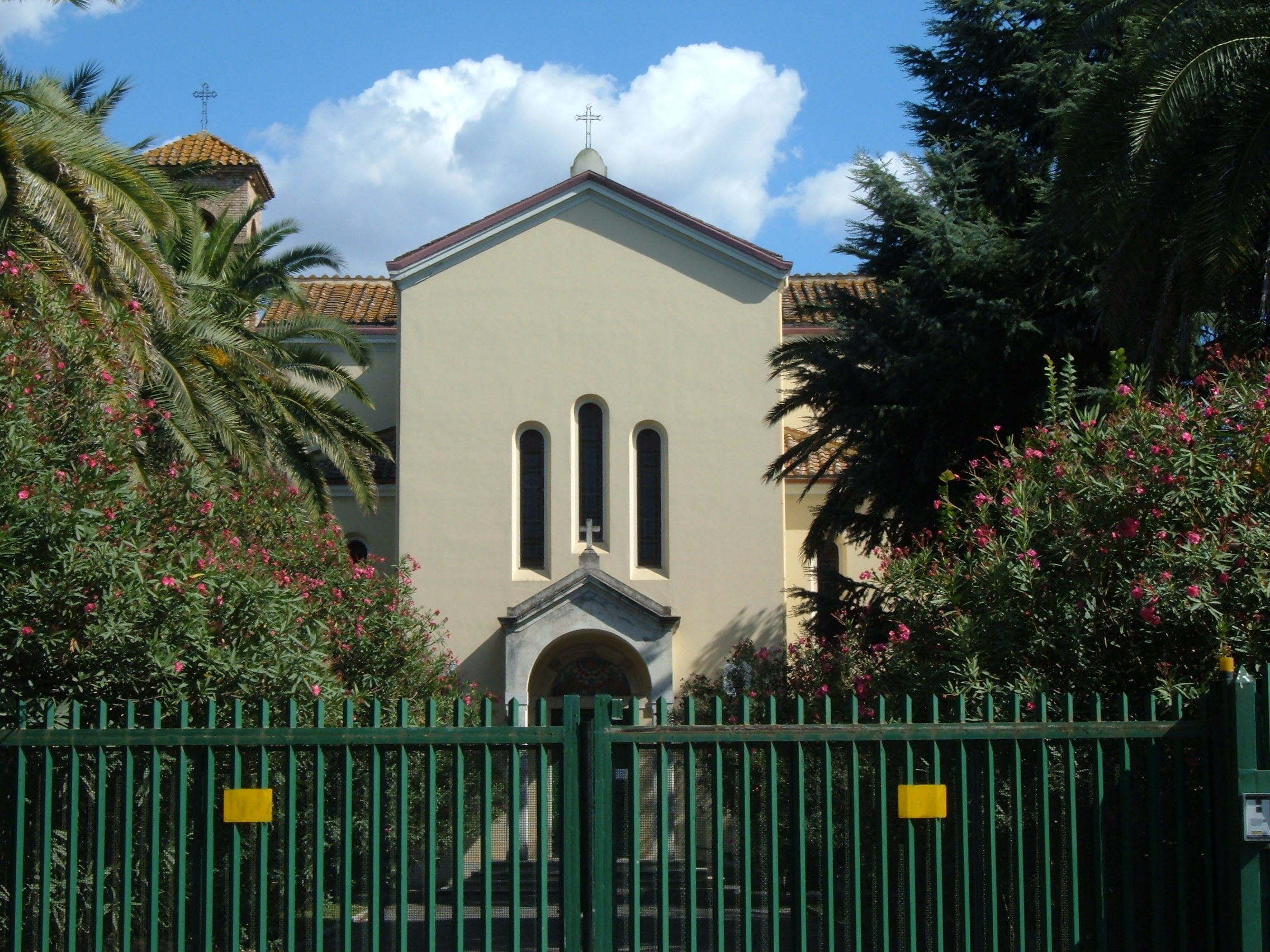
Immacolata Concezione di Maria a Grottarossa.

### Webbkällor
- ”Henryk Roman Gulbinowicz (1923–2020)” (på engelska). The Cardinals of the Holy Roman Church. Salvador Miranda. Arkiverad från originalet den 16 januari 2021. https://archive.md/uxgrq. Läst 16 januari 2021.
- ”Henryk Roman Cardinal Gulbinowicz” (på engelska). Catholic Hierarchy. Arkiverad från originalet den 16 januari 2021. https://archive.md/CSywY. Läst 16 januari 2021.